# Uberon
Uberon é uma ontologia de anatomia comparada que representa uma variedade de estruturas encontradas em animais, como pulmões, músculos, ossos, penas e barbatanas. Essas estruturas são conectadas a outras estruturas por meio de relacionamentos como meronímia e se desenvolvem. Um dos usos dessa ontologia é integrar dados de diferentes bancos de dados biológicos e outras ontologias específicas de espécies, como o Modelo Fundamental de Anatomia.